# Turica (biljni rod)
Turica (skorušica, lat. Agrimonia), biljni rod iz porodice ružovki s oko 20 vrsta listopadnih trajnica. Ime roda dolazi od grčkog agros, polje, i monas, boravište, što upućuje na stanište ovog roda. 
Neke vrste služe kao hrana larvama nekih leptira, kao sijedi debeloglavac (Pyrgus malvae) na vrsti obična turica. U Hrvatskoj raste ljekovita obična turica ili petrovac Agrimonia eupatoria. Suše se nadzemni dijelovi za različite bolesti, među ostalima: sindrom iritabilnog crijeva, dijabetes, tuberkuloza, i drugo, dok se neke kemikalije uzete iz turice koriste za borbu protiv virusa.
U Hrvatskoj su dvije vrste velika i obična turica

## Priznate vrste
1. Agrimonia aitchisonii Schönb.-Tem.
2. Agrimonia bracteata E.Mey. ex C.A.Mey.
3. Agrimonia coreana Nakai
4. Agrimonia eupatoria L.,  obična turica
5. Agrimonia gorovoii Rumjantsev
6. Agrimonia gryposepala Wallr.
7. Agrimonia hirsuta Bong. ex C.A.Mey.
8. Agrimonia incisa Torr. & A.Gray
9. Agrimonia microcarpa Wallr.
10. Agrimonia nipponica Koidz.
11. Agrimonia noguchii Seriz.
12. Agrimonia parviflora Aiton
13. Agrimonia pilosa Ledeb.
14. Agrimonia pringlei Rydb.
15. Agrimonia procera Wallr., velika turica
16. Agrimonia pubescens Wallr.
17. Agrimonia repens L.
18. Agrimonia rostellata Wallr.
19. Agrimonia striata Michx.
20. Agrimonia villosa Cham. & Schltdl.
21. Agrimonia zeylandica Moon ex Hook.f.
22. Agrimonia ×nipponopilosa Murata
23. Agrimonia ×wirtgenii Asch. & Graebn.